# South-Bruny-Nationalpark
Der South-Bruny-Nationalpark (engl.: South Bruny National Park) ist ein Nationalpark an der Südspitze der Insel Bruny Island vor Tasmanien, Australien. Zum Park gehören die gesamte Küstenlinie, in großen Teilen aus Klippen bestehend und ein Teil des Hinterlandes der Insel, sowie der Leuchtturm Cape Bruny. Der höchste Punkt des Parks ist Mount Bruny mit 504 Metern.

## Flora und Fauna

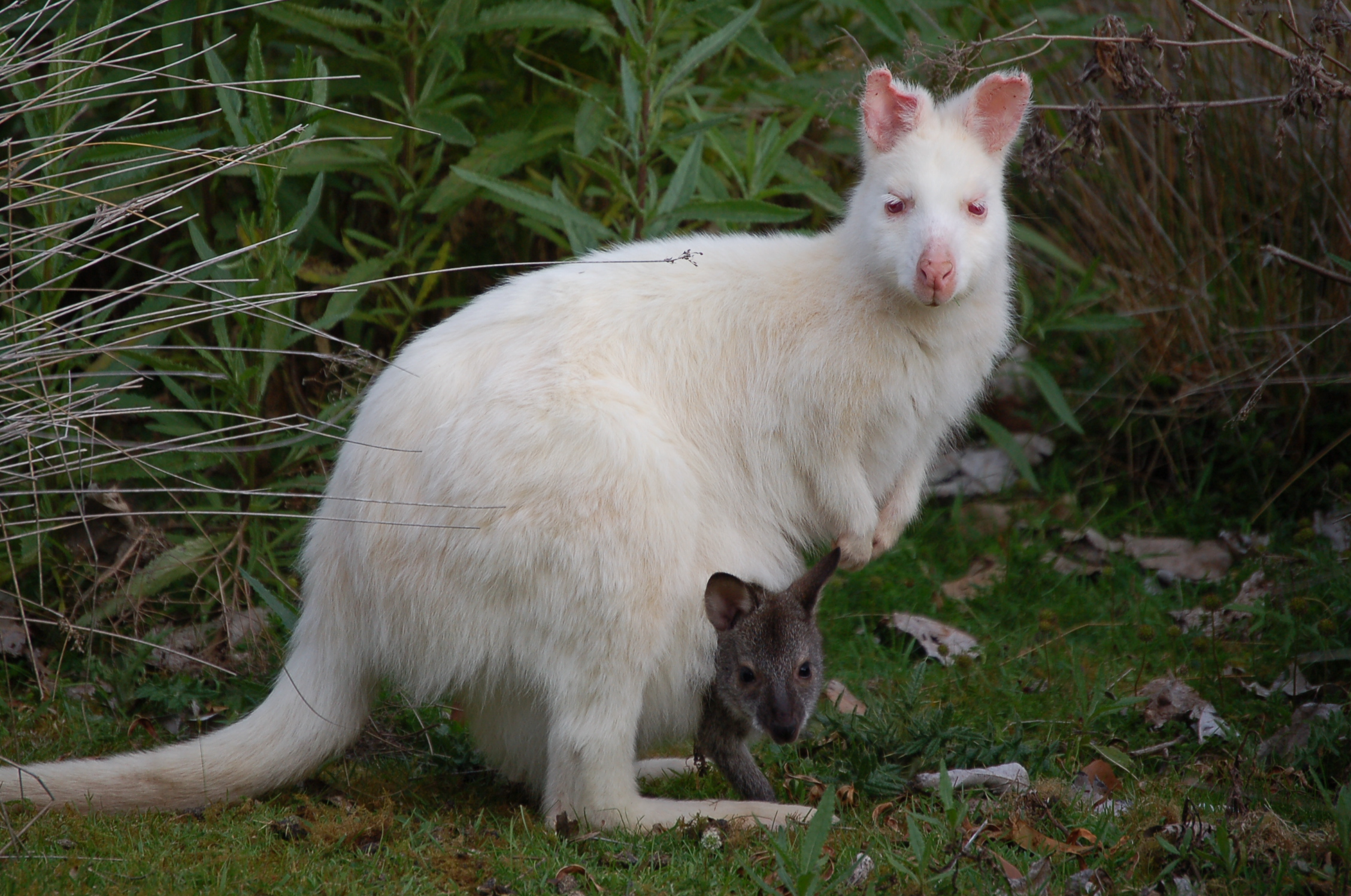
Albino Wallaby in Adventure Bay

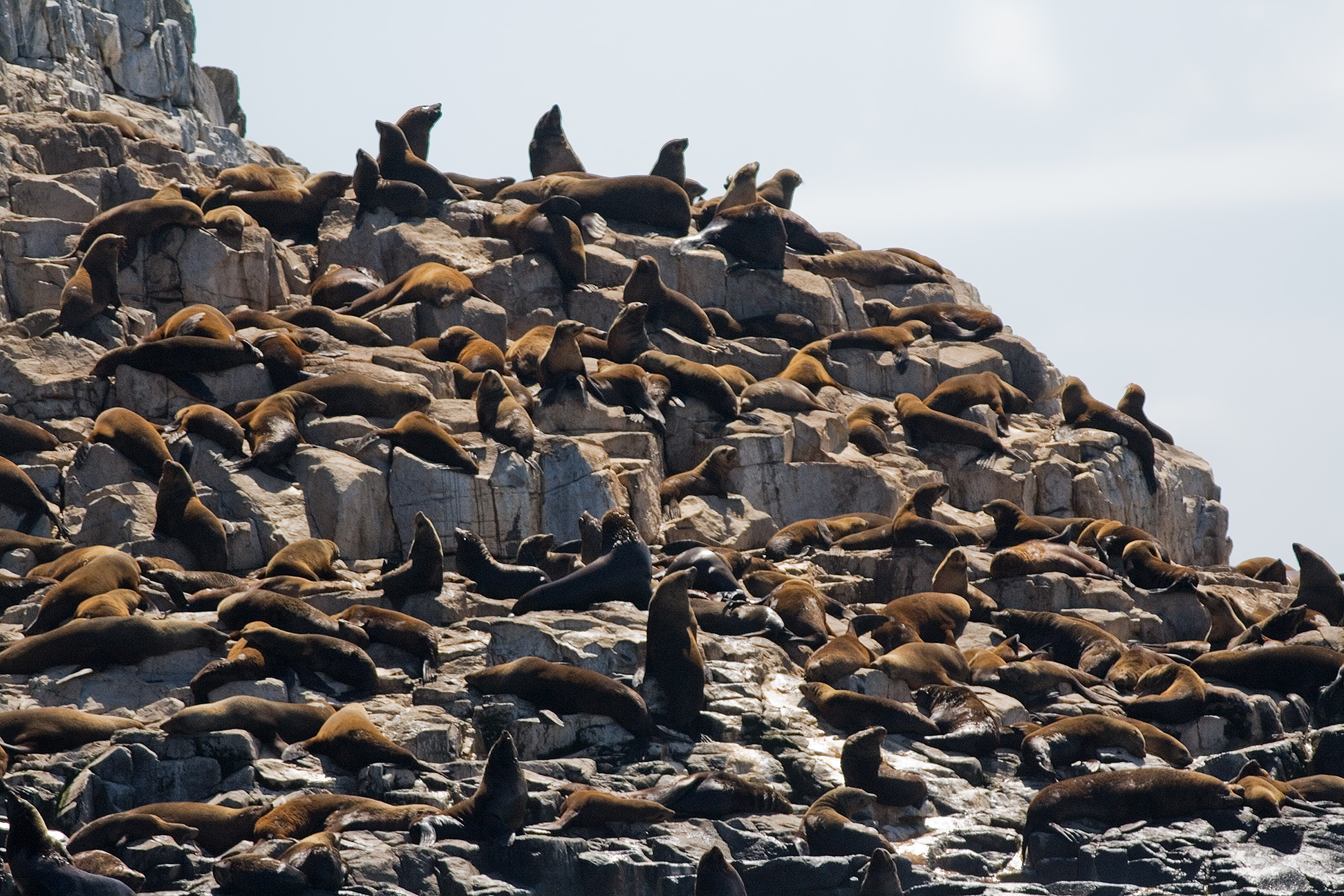
Seebärenkolonie auf Friar Island

Der Großteil der Vegetation des Parks besteht aus lichten Eukalyptuswäldern und Heidelandschaft. Nur ein geringer Teil besteht aus echten Wäldern und temperiertem Regenwald. In den geschützten Teilen des Meeres finden sich ausgedehnte Bestände an Kelp-Seetang.
Im Park leben Wallabys, Possums, Kurzschnabeligel und tasmanische Pademelons. Wombats und Tasmanische Teufel sind hier aber nicht heimisch. Besonders bekannt gemacht haben Bruny Island die Albino-Wallabys, die sich auf Grund fehlender Feinde auf Teilen der Insel stark vermehrt haben.

Vogelarten im South-Bruny-Nationalpark
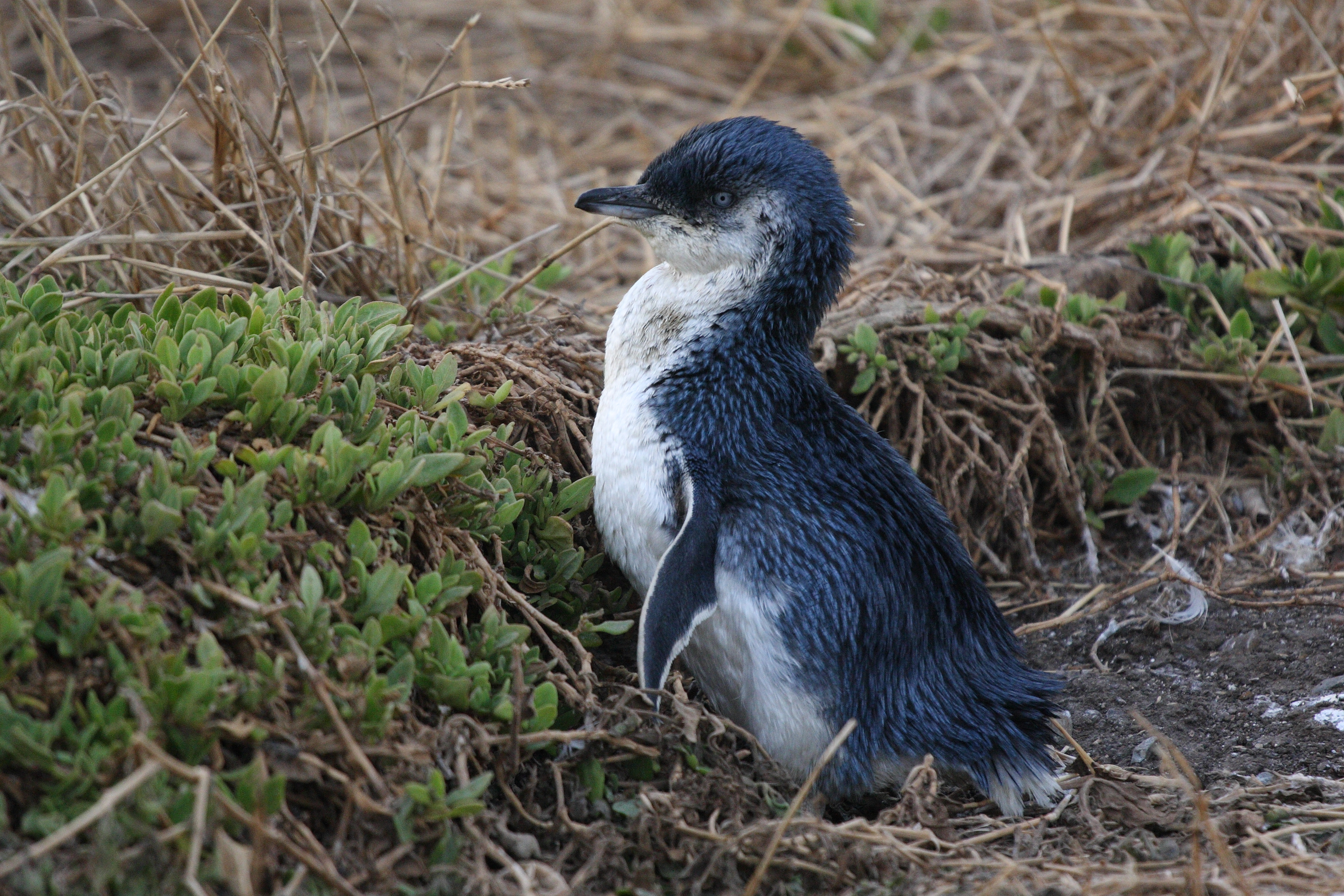
Zwergpinguin
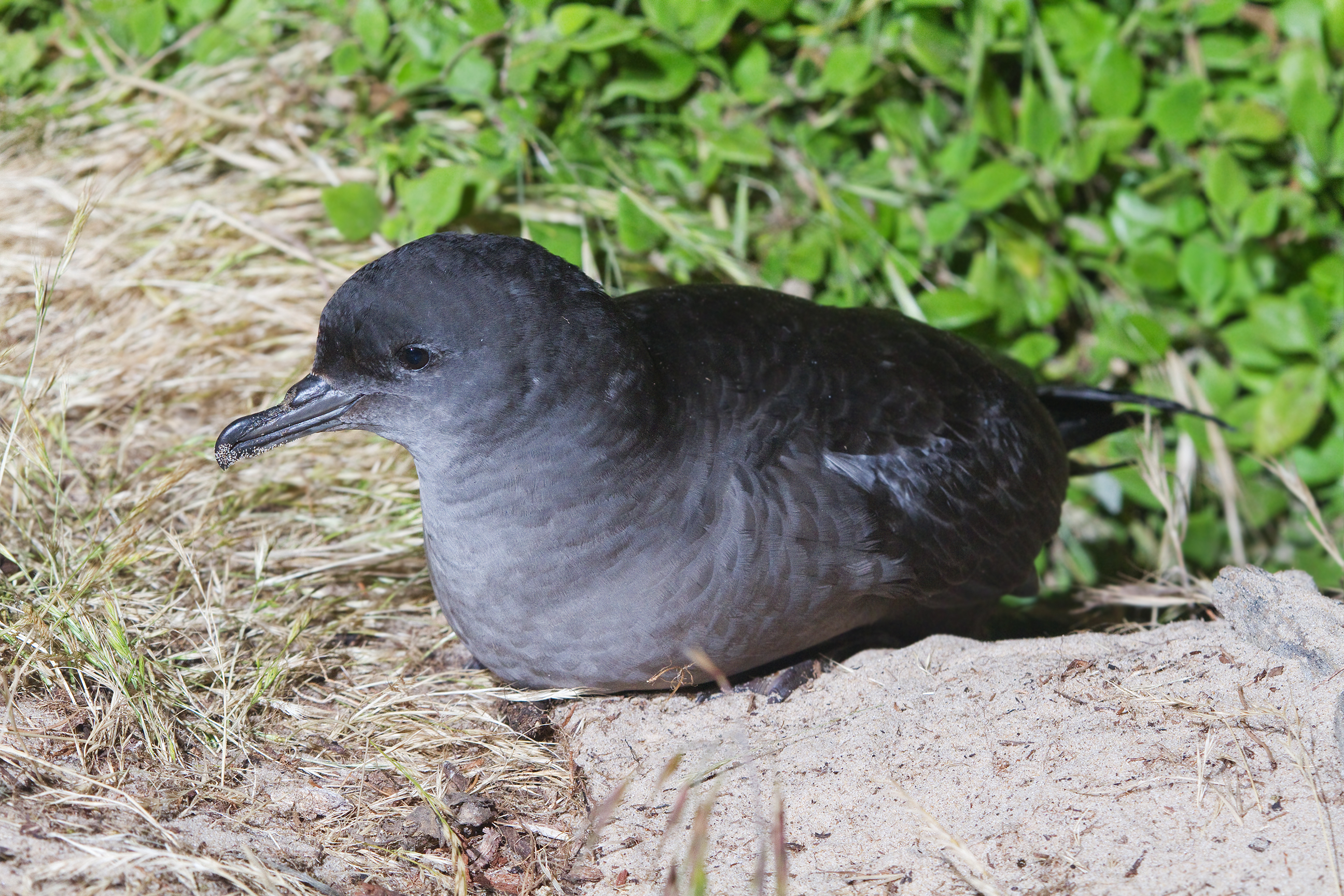
Puffinus tenuirostris
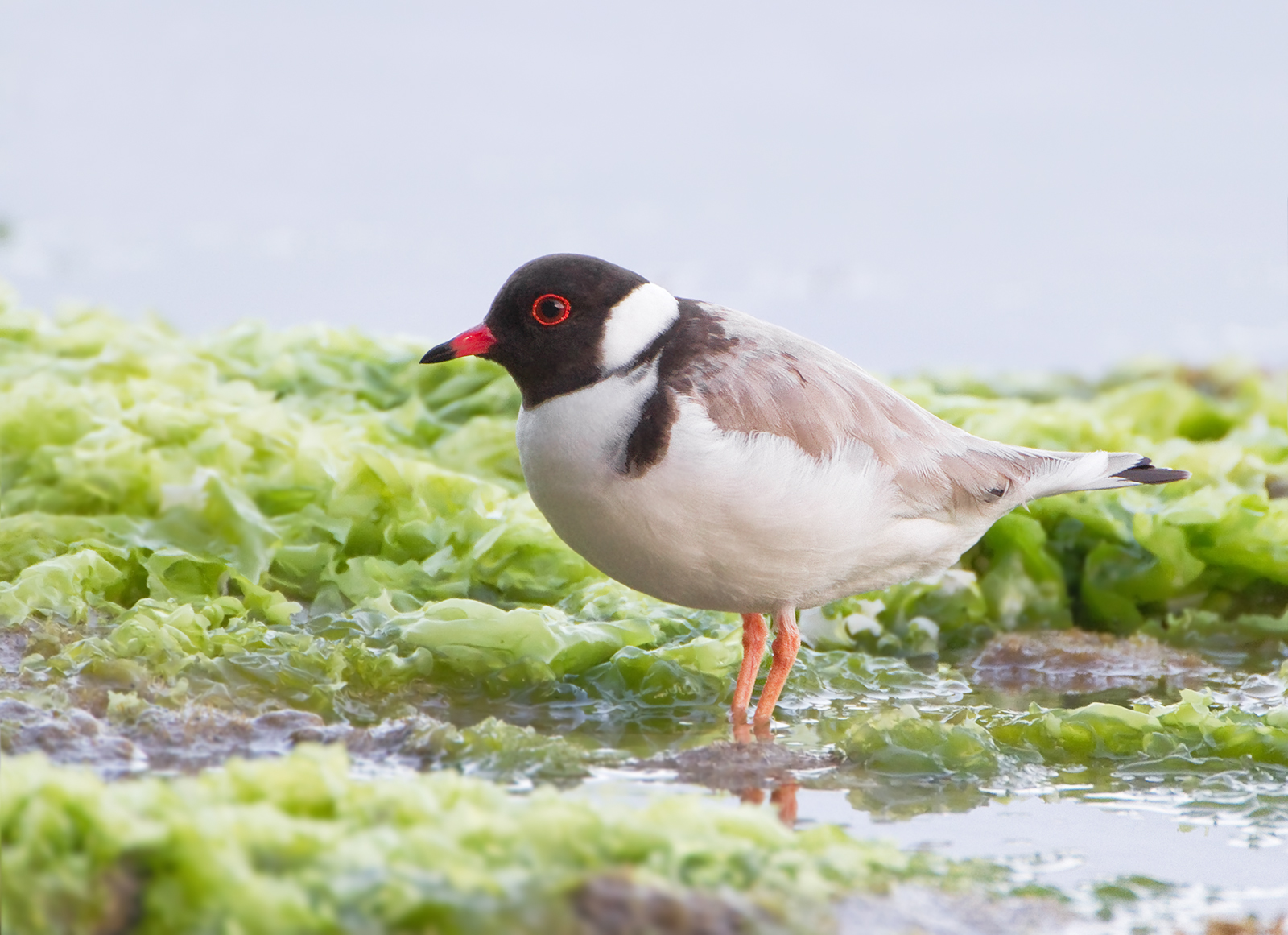
Kappenregenpfeifer
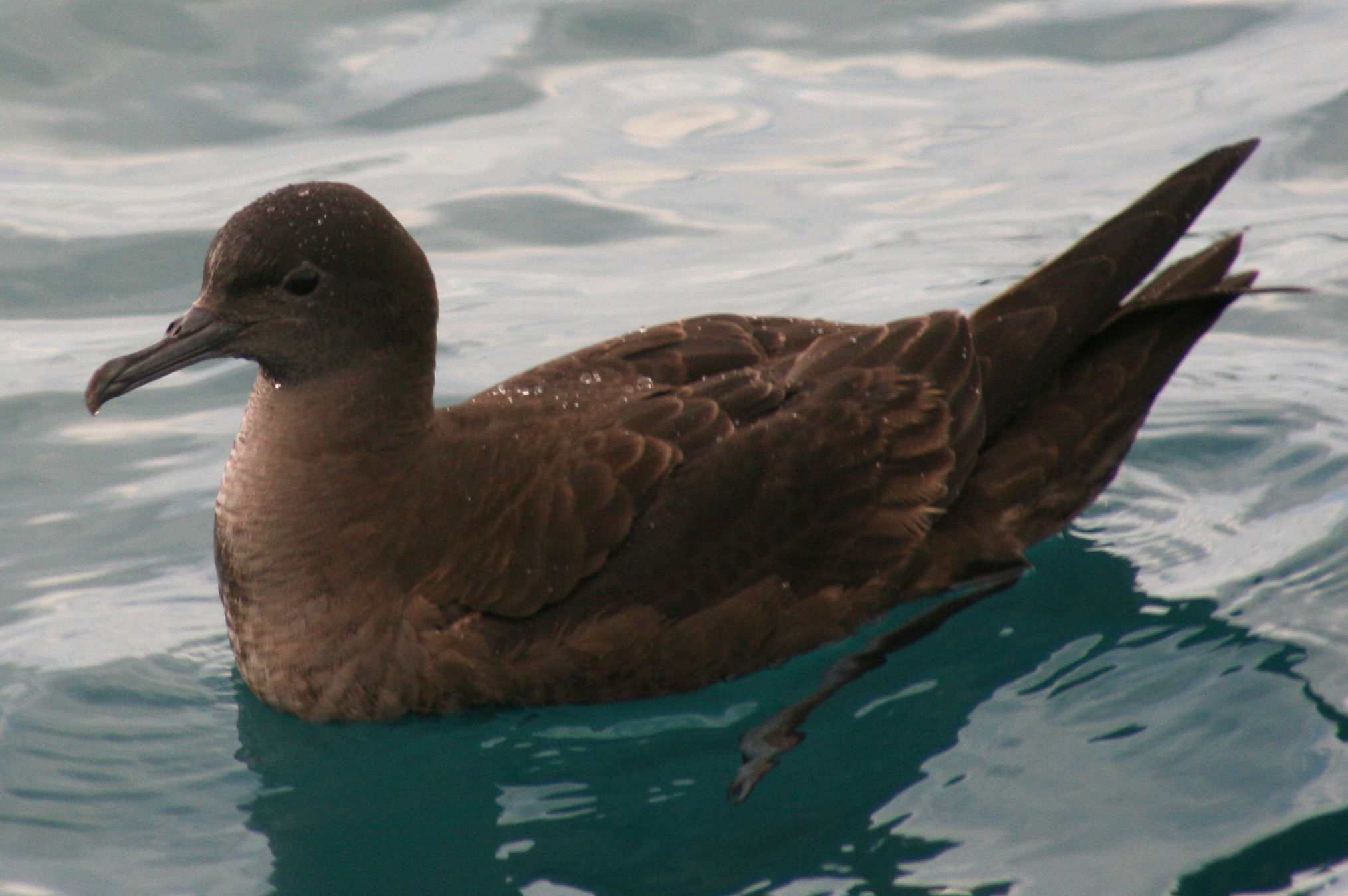
Dunkler Sturmtaucher
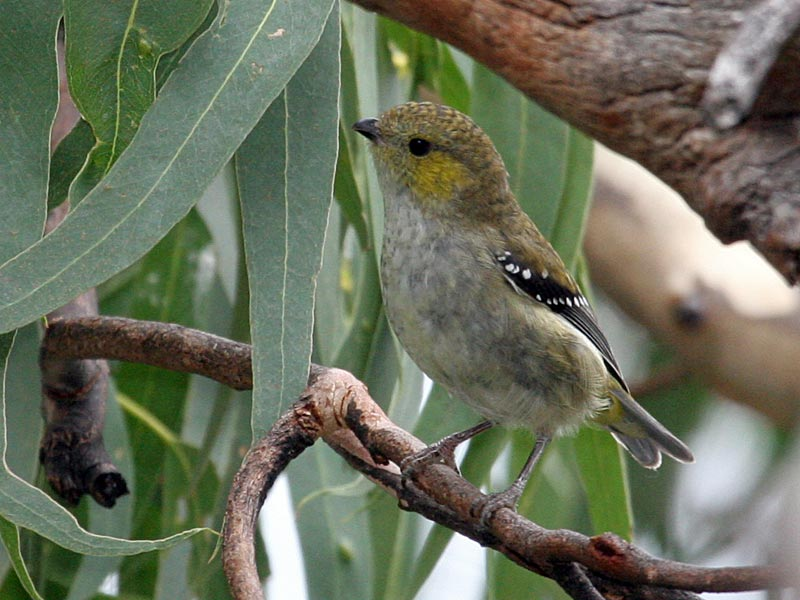
Tasmanienpanthervogel

Im Nationalpark kommen alle elf auf Tasmanien endemischen Vogelarten vor. Zwergpinguine, Kappenregenpfeifer und die Sturmvogelart Puffinus tenuirostris brüten an der Küste, der Dunkle Sturmtaucher brütet auf Courts Island. In den trockenen Eukalyptuswäldern der Partidge-Insel lebt der Tasmanpanthervogel, eine der kleinsten und stark vom Aussterben bedrohten Vogelarten Australiens.
Zu beobachten sind ferner alle drei Schlangenarten Tasmaniens, die Gewöhnliche Tigerotter, der Tiefland-Kupferkopf und die Weißlippenschlange Drysdalia coronoides
An den Küsten der Friars-Inseln können größere Vorkommen des Südafrikanischen Seebärens beobachtet werden.

## Anreise zum Park und Tourismus
Der Park bietet vielfältige Möglichkeiten zum Wandern. Zu sehen gibt es hierbei beispielsweise eine alte Walfangstation. In der Adventure Bay und am Jetty Beach gibt es Möglichkeiten, zu schwimmen. Die Cloudy Bay ist, ihrem Namen entsprechend, eher für erfahrene Surfer geeignet.
Wichtiges Zeugnis aus der Seefahrtsgeschichte der Insel ist der Leuchtturm von Cape Bruny, von Sträflingen 1838 gebaut. Er war der längst betriebene Leuchtturm Australiens und ist heute ein Kulturdenkmal das der Verwaltung des Nationalparks untersteht.